# Victor de l'Aveyron
Pour les articles homonymes, voir Victor.
Joseph dit Victor de l'Aveyron, peut-être né dans le Tarn vers 1785, trouvé dans l'Aveyron en 1797, et mort d'une pneumonie à Paris le 12 février 1828, est un enfant sauvage français.
Une approche clinique montre que ses nombreuses cicatrices atypiques ne relèvent pas de la vie en forêt, mais de maltraitances graves et de tentative d'homicide (longue cicatrice linéaire en regard du larynx, causée par un objet tranchant). Sa désocialisation apparaît mineure (il vient se chauffer près du feu dans les maisons, accepte de manger des aliments cuits et de dormir dans un lit), voire insignifiante si on la compare avec celle de l'autre enfant sauvage Marie-Angélique le Blanc.
Victor de l'Aveyron est rétrospectivement décrit comme un enfant autiste et comme un enfant martyr, probablement abandonné par sa famille.

## Biographie

### Découverte
En 1797, un enfant d'environ 9-10 ans est aperçu dans le Tarn, mais ce n'est que deux ans plus tard qu'il est capturé par des hommes et des chiens après s'être bien débattu, escorté au village de Lacaune et recueilli par une veuve. L'enfant ne se nourrit que de végétaux crus, ou qu'il a cuits lui-même. Il fugue au bout d'une semaine. 
En 1799, durant l'hiver, l'enfant passe du Tarn à l'Aveyron. Le 6 ou 8 janvier 1800, un enfant nu, voûté, aux cheveux hirsutes, est débusqué par trois chasseurs. Il s’enfuit, sort des bois et, une semaine plus tard, on le retrouve chez le teinturier Vidal, à Saint-Sernin-sur-Rance. Il ne parle pas et fait des gestes désordonnés. D'après Dagognet, « il marche à quatre pattes, se nourrit de plantes, est velu, sourd et muet. » Il est envoyé trois jours plus tard dans un orphelinat de Saint-Affrique, puis le 4 février à Rodez. L'aliéniste Philippe Pinel, médecin de l'hôpital de Bicêtre, fait un rapport sur cet enfant sauvage et considère Victor comme un malade mental, un idiot de naissance.

### Chez le docteur Itard

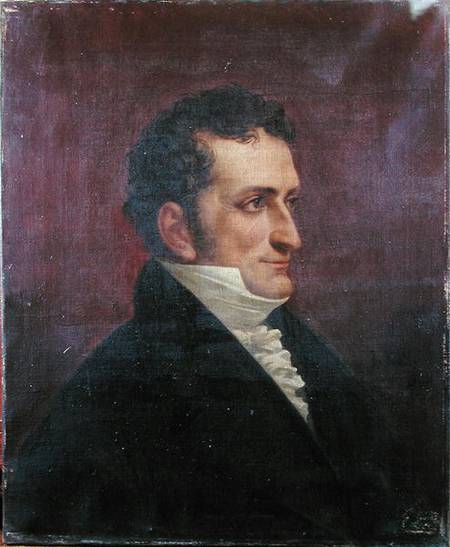
Le docteur Jean Marc Gaspard Itard.

C’est l'abbé Bonnaterre, naturaliste, qui le récupère et l’emmène à l’École centrale. Le ministre Lucien Bonaparte réclame son transfert à Paris. Il arrive donc dans la capitale le 6 août 1800. Le voilà livré à la curiosité de la foule et des savants. Toutes sortes d’hypothèses, même les plus absurdes, sont formulées à son sujet. En particulier, on ne sait pas si son retard mental est dû à son isolement ou si un handicap mental préalable a conduit à son abandon.
En 1801, l'enfant est confié au docteur Jean Itard qui lui donne le prénom de Victor après s'être aperçu que la vocalisation particulière de la lettre qui s'y trouve était le son auquel il réagissait le plus, et celui qu'il vocalisait à son tour le mieux. Personne ne croit à sa réinsertion sociale, mais Itard s’attelle à la tâche. Il publie un mémoire la même année et un rapport en 1806 sur ses travaux avec Victor de l’Aveyron. Pendant cinq années, il travaille à la réinsertion sociale de cet enfant, mais considère comme un échec personnel son incapacité à parler.
Victor est confié à une certaine madame Guérin qui reçoit une pension annuelle de 150 francs et le soigne pendant 17 ans, de 1811 à sa mort le 12 février 1828, dans une maison sise au 6, impasse des Feuillantines à Paris. Le registre le déclare âgé de 32 ans. Son corps est jeté dans une fosse commune sans que soit pratiquée d'autopsie.

## Remise en cause de la thèse de  l'enfant sauvage

### Le rapport de Bonnaterre (1800) et les premiers doutes
Le premier homme de science qui examine Victor, dès 1800, est le naturaliste Bonnaterre, professeur d'histoire naturelle. Il fait un examen clinique des plus soigneux, mesurant au millimètre près sa taille (136 cm) et ses plus importantes cicatrices, puis écrit un long rapport, qui laisse un doute considérable sur l’existence sauvage de ce garçon : 
- Pages 24-25 : « On chercha à me persuader qu’il se nourrissait de racines et autres végétaux crus ». Bonnaterre pose alors sur la table divers aliments crus et cuits. Victor les rejeta tous sauf « les pommes de terre, qu’il jeta au milieu du feu pour les faire cuire ».
- Page 30 : Victor ne sait pas faire de feu, et ses légumes préférés ne poussent pas à l’état sauvage. « On connaît les champs et les jardins où il allait chercher les pommes de terre, les navets ».
- Pages 24 et 44 : « Le monde vint en foule pour voir cet enfant, qu’on disait être un sauvage. J’y courus aussitôt, pour juger du degré de croyance que méritait ce bruit populaire. Je le trouvai assis auprès d’un bon feu, qui paraissait lui faire grand plaisir ». « Cet empressement à se chauffer, et le plaisir qu’il témoigne à l’approche du feu, m’avaient fait soupçonner que cet enfant n’avait point vécu, comme on le disait, dans un état de nudité absolue ».

Par deux fois Bonnaterre s’étonne que Victor « a la peau blanche et fine » et « qu’il a tout son corps couvert de cicatrices » (pp. 30, 31, 48), « dont la plupart paraissent avoir été produites par des brûlures ». Il relève notamment 4 cicatrices de brûlures sur le visage et une cicatrice transversale de 41 millimètres en regard du larynx, semblant causée par une lame tranchante.

### Controverse: enfant sauvage ou enfant martyr?
Parmi les tout premiers témoignages visuels, le Journal de Paris publie une lettre du 23 mai 1800, qui remet en cause l'existence sauvage de Victor, lettre que l'on a occultée pour maintenir la légende : « Il avait conservé une blancheur de peau qui paraît bien contraster avec cet état [la sauvagerie]. »
Le chirurgien Serge Aroles, qui confronte l'ensemble des données d'origine (1800-1801) sur Victor avec les archives de dizaines d'autres cas d'enfants sauvages qu'il a retrouvées de par le monde, couvrant un panorama de six siècles (1304-1954), conclut qu'il est un des rares à ne présenter aucune aptitude à la survie, ni à la plus élémentaire défense. « Il ne sait pas même casser une noix avec une pierre (ce sont les hommes qui lui apprendront cela ensuite), ni jeter une pierre dans un but précis. »
Alors que Victor craint l'eau et la hauteur, le film de François Truffaut le représente « s'ébrouant dans les rivières et perché sur les branches », ce qui a donné une fausse image dans l'opinion publique, fort éloignée de la vérité. Alors que Victor est « de couleur blanche, sale, sans plus », ce qui remet en cause son supposé ensauvagement, le même film le représente noirâtre tel un authentique enfant des forêts, laissant ainsi une image idéalisée.
Dès 1800, le citoyen Guiraud évoque l'hypothèse qu'il est un enfant maltraité, levant chaque fois les bras à la vue d'une corde par habitude d'être attaché. L'analyse par le docteur Aroles des très nombreuses cicatrices de ce garçon, notamment causées par des brûlures de localisations atypiques (face postérieure des membres), et de sa longue lésion à la gorge en regard du larynx (4 cm) faite par une lame tranchante, couplée à l'absence de toute aptitude à la survie, lui fait conclure que Victor « était un faux enfant sauvage, mais assurément un authentique enfant martyr. »

### Comparaison avec le cas de Marie-Angélique le Blanc
Serge Aroles oppose de nombreux traits de comportement de Victor à ceux d'un autre cas d'enfant sauvage qu'il a étudié, Marie-Angélique le Blanc. Il relève que, contrairement à Marie-Angélique, celui-ci craint la hauteur et peine à grimper aux arbres, ne sait ni chasser, ni pêcher, ni nager (il « craint le contact de l'eau, fût-ce même pour se rincer les doigts ») et « mange ce qu'il trouve au sol ». Il ne craint pas le feu et « erre près des villages, où il recueille des légumes et […] vient parfois se chauffer dans les maisons ». Il n'a développé aucun moyen de défense en cas de menace et n'est pas effrayé en cas de contact physique (« il adore être chatouillé et rit aux éclats »). Contrairement encore à Marie-Angélique, il ne refuse pas de dormir dans un lit et accepte de manger le pain de seigle commun dans la région. Enfin, il est « de couleur blanche, sale, sans plus, alors qu'un authentique enfant sauvage est noir de terre et de crasse. » Pour cet auteur, « ces deux récits sont incompatibles avec le même statut d'enfant de la nature ».

### Recherche de l'origine de Victor
Victor ayant de multiples fois, pendant plusieurs années, été vu en périphérie des villages, dans une aire assez précise, couvrant la lisière du Tarn et de l'Aveyron, la recherche de son origine est entreprise par Serge Aroles, au début des années 1990, après qu'il est entré en contact avec Thierry Gineste. Tous deux médecins (l'un chirurgien et l'autre psychiatre), ils sont les découvreurs de la quasi-totalité des archives inédites relatives à la fille sauvage Marie-Angélique le Blanc (Serge Aroles) et à Victor de l'Aveyron (Thierry Gineste).
Ils conviennent que, Victor ne sachant pas nager, il ne peut venir de fort loin, ne pouvant franchir les fleuves et les rivières, contrairement à la petite Amérindienne Marie-Angélique le Blanc, qui excelle dans l'art de la natation, et qu'aucun obstacle n'arrête lors de sa décennie de survie en forêt (1721-1731).
Ce qui semble favoriser cette recherche est que Victor est né sous la période des registres paroissiaux tenus par les curés (supprimés à la Révolution par le décret du 20 septembre 1792) et que les registres de cette époque sont assez complets, doublés par la collection des greffes des bailliages. Les curés des petits villages sont très inquisitifs, veillant à ce que nulle naissance ne soit soustraite à leur enregistrement, laissant parfois de longues interrogations écrites à propos des enfants nés hors mariage, et aussi de nombreuses mentions marginales, relatives à la vie locale : faits divers, météorologie, récoltes, etc.
Ainsi, Serge Aroles relève des centaines de baptêmes de garçons antérieurs à 1793 dans cette aire, mais abandonne la recherche après avoir constaté que la période subséquente est initialement celle du désordre de ces registres : lacunes, premiers officiers d'État civil incompétents, présence de familles étrangères à la région, ayant fui les tourmentes de la Révolution, qui faussent toutes les données. 
Les minutiers des notaires, riches pour le Tarn et l'Aveyron, recèlent probablement quelque secret relatif à la famille de Victor[réf. nécessaire].

### Conclusion
Plusieurs psychiatres relèvent chez Victor des symptômes typiques de l'autisme, et posent un diagnostic rétrospectif, en raison notamment du fait qu'il est non-verbal. Guillaume Roux souligne, à l'appui de ce diagnostic, les problèmes de théorie de l'esprit rencontrés par Victor : l'enfant « ne comprend pas qu’Itard veut qu’il lui ramène les objets dont il désigne le dessin, c’est-à-dire qu’il ne décode pas l’intentionnalité d’Itard. Aujourd’hui, la théorie de l’esprit considère que l’incapacité à décoder l’intentionnalité de l’adulte est une caractéristique de l’autisme ».

## Autour de Victor de l’Aveyron

### Lucien Malson,Les Enfants sauvages
Lucien Malson publie les écrits du docteur Itard qui cherchait à humaniser le garçon. Il remarque les difficultés qu’il a éprouvées à faire retrouver à l’enfant une sensibilité, des sentiments, une faculté de raisonnement, mais surtout à lui apprendre à communiquer. Itard se demande finalement s’il n’aurait pas mieux valu le laisser dans la forêt.

« L’homme en tant qu’homme, avant l’éducation, n’est qu’une simple éventualité, c’est-à-dire moins même qu’une espérance. »

— Jean Marc Itard

### Adaptations cinématographiques
- 1970 : L'Enfant sauvage, film réalisé par François Truffaut avec Jean-Pierre Cargol dans le rôle de Victor, l'enfant sauvage, et Truffaut lui-même dans celui du docteur Itard
- 2008 : Victor, l'enfant sauvage de l'Aveyron, un docufiction réalisé par Catherine Aïra

### Roman
Victor, l'enfant sauvage de Marie-Hélène Delval.

### Statue
Une statue, dédiée à « Victor, l’enfant sauvage de l’Aveyron », a été érigée à Saint-Sernin-sur-Rance. Elle est l’œuvre du sculpteur Rémi Coudrain.